# Allison Anders
Allison Anders (16 de noviembre de 1954) es una directora de cine independiente estadounidense cuyas películas incluyen Gas Food Lodging, Mi Vida Loca y Grace of My Heart. Anders ha colaborado con Kurt Voss, graduado de la Escuela de Teatro, Cine y Televisión de UCLA, y también ha trabajado como directora de televisión. Las películas de Anders se han exhibido en el Festival Internacional de Cine de Cannes y en el Festival de Cine de Sundance. Ha sido galardonada con una beca MacArthur y con un premio Peabody. 

## Primeros años
Anders nació en Ashland, Kentucky, su madre fue  Alberta "Rachel" Anders (soltera Steed) y su padre Robert "Bob" Anders. Tiene cuatro hermanas, una de las cuales, Luanna Anders, protagonizó su primera película, Border Radio . Una de sus hermanas es Dominique Steedde en su nacimiento Du Bois, hija de Louis Ernesto Gómez-Moncalleno Du Bois. 
Por parte paterna tiene ascendencia que se remonta a la familia de Hatfield  en el Sur de Estados Unidos, más distantemente, al espía de George Washington, Caleb Brewster, mientras que por el lado de su madre su ascendencia incluye a otro espía de Washington, Abraham Woodhull.
Cuando Anders tenía 4 años, su padre abandonó a la familia. La madre y el padre de Anders se divorciaron cuando ella tenía 5 años. A los 12 años fue violada por tres chicos en una fiesta en Cabo Cañaveral, Florida, un evento que influyó en varias de sus películas. Después de que su madre se trasladara con ella y sus hermanas a Los Ángeles, Anders sufrió un colapso mental a la edad de 15 años y fue hospitalizada. Cuando salió del pabellón psiquiátrico, la colocaron en cuidado de crianza temporal pero se escapó. Hizo autostop por todo el país, en algún momento terminó en la cárcel. Después de cumplir 17 años, Anders abandonó la escuela secundaria de Los Ángeles y regresó a Kentucky. Más tarde se mudó a Londres con el hombre con el que tuvo su primer hijo.
A los 20 años, Anders regresó a Los Ángeles con su hija y asistió a la universidad secundaria, Los Angeles Valley College, mientras trabajaba en trabajos ocasionales. Debido a la constante reubicación cuando era niña, Anders no había tenido una educación estable. Dijo que mientras crecía, la mayor parte de su tiempo lo pasaba mirando televisión y yendo a cines. Inspirada por las películas de Wim Wenders y otros cineastas, Anders presentó su solicitud a la Escuela de Cine de UCLA. Durante su tiempo en UCLA, Anders produjo su primera película sonora. Wenders asistió a la proyección. En 1986, obtuvo su licenciatura en televisión cinematográfica de la Universidad de California en Los Ángeles.

## Carrera

### Películas
En 1986, Anders ganó el Premio de Escritura Samuel Goldwyn por un guion llamado Lost Highway que escribió sobre su padre. Dijo que después de escribir el guion lo compartió con su padre y pudo volver a tener una relación con él.
La primera película de Anders, el musical punk-heavy Border Radio, fue coescrita y codirigida con Kurt Voss y Dean Lent y fue realizada mientras estaban en UCLA. Fue nominada a mejor película de 1988 por el Proyecto de Película Independiente a mejor primera película. La película cuenta la historia de tres músicos que roban dinero en su trabajo y luego huyen a México. La historia se desarrolla en medio del escenario punk-rock de Los Ángeles de la década de 1980. Con una contribución de 2,000 $ del actor Vic Tayback y préstamos de los padres de Voss para financiar la película, los realizadores compensaron el pequeño presupuesto utilizando ubicaciones locales y actores de reparto que conocían. Para el papel protagonista, eligieron a la hermana de Anders, Luanna Anders, y al músico Chris D., como el protagonista, así como a la hija de Anders, Devon Anders, quien interpretó a la hija de Luanna en la película. Violando la política de la UCLA, los cineastas editaron la película por la noche en los estudios de edición de la escuela, mientras que las dos hijas de Anders dormían en el suelo.  En 2007, Border Radio tuvo un lanzamiento especial en DVD por parte de Criterion Collection y fue alabada como representante de un innovador cine independiente.
El segundo largometraje de Anders, la película de 1992 Gas Food Lodging, le valió un Premio del Círculo de Críticos de Cine de Nueva York y los honores de la Sociedad Nacional de Críticos de Cine al mejor director novel; y nominaciones de los Independent Spirit Awards al mejor guion y mejor director. La actriz Fairuza Balk ganó un Premio Spirit por su papel en la película. La película también ganó el Premio de Críticos del Festival de Cine de Deauville y también fue nominada para el Oso de Oro en el 42º Festival Internacional de Cine de Berlín. Gas Food Lodging es una historia sobre una camarera de una parada de camiones y sus dos hijas, tres mujeres vibrantes e inquietas en una ciudad occidental aislada. El guion fue adaptado libremente por Anders de la novela Don't Look and It Won't Hurt de Richard Peck.
Su siguiente película, Mi Vida Loca (My Crazy Life), trata de pandillas de chicas en el pobre barrio hispano Echo Park de Los Ángeles, donde vivía Anders. Se estrenó en el Festival de Cine de Cannes en 1993 y más ampliamente en 1994. La historia presenta una visión femenina sobre el crecimiento del centro de la ciudad. 
La película de 1996 de Anders, Grace of My Heart, fue un drama musical producido por Martin Scorsese, sobre una compositora (interpretada por Illeana Douglas) y su carrera durante varios años, incluido el trabajo a principios de la década de 1960 en oficinas de producción y publicación de música, un entorno basado en el edificio Brill. El matrimonio con una compañera de composición y su aparición como cantante y compositora en la década de 1970 se encuentran entre los elementos paralelos a la carrera de Carole King, pero la película no es una biografía ni una ficción. La banda sonora original presenta nuevas canciones escritas en varios estilos de la época. Elvis Costello y Burt Bacharach hicieron su primera colaboración componiendo una canción para la película, "God Give Me Strength", y fueron nominados para un premio Grammy. 
A fines de la década de 1980, Anders se había hecho amiga de los miembros del grupo pop Duran Duran, y con frecuencia insertaba pequeñas referencias a la banda en sus películas (nombres de personajes, carteles en las paredes, etc.). En 1999, después de que el bajista John Taylor dejara Duran Duran y comenzara una carrera como actor, ella y Voss coescribieron y codirigieron Sugar Town, sobre la industria cinematográfica y musical de Los Ángeles. La película fue protagonizada por varios amigos musicales de Anders, incluidos Taylor, el cantante de X John Doe, el bajista de Spandau Ballet, Martin Kemp y el cantante/actor Michael Des Barres. Sugar Town  es una película sobre una red enmarañada de personajes que enfrentan la ambición, la fama y las secuelas de la fama. Gwen (interpretada por Jade Gordon), una futura estrella de rock egocéntrica, trabaja como asistente de la diseñadora de producción Liz (Ally Sheedy); Cuando Gwen descubre que Liz tiene una cita con un productor musical (Larry Klein ), cualquier lealtad que tenga con su jefe desaparece. La película recibió dos nominaciones al Independent Spirit Award, a mejor película y mejor actor revelación (Jade Gordon). La película también dio a Anders y Voss el premio Fantasporto al mejor guion.  
Su película autobiográfica de 2001, Things Behind the Sun, trata sobre las consecuencias a largo plazo de la violación. Fue estrenada en la red de televisión por cable Showtime. La película obtuvo una nominación al Emmy por el actor Don Cheadle como mejor actor de reparto; y tres nominaciones al Independent Spirit Award: Cheadle al mejor actor secundario, Kim Dickens a la mejor actriz y mejor película. Anders y el coguionista Kurt Voss también recibieron una nominación para un Premio Edgar. La película recibió el Premio SHINE y el Premio Peabody. Things Behind the Sun se inspiró en una experiencia que Anders tuvo en 1967 cuando fue violada por un grupo de jóvenes. Anders filmó parte de la película en el mismo lugar en Cocoa Beach, Florida, donde ocurrió la violación en grupo.  
La película de 2012 de Anders, Strutter, codirigida con Voss, completó una trilogía de películas sobre músicos del sur de California que comenzaron con Border Radio y Sugar Town. Una película en blanco y negro, la película presentaba a Luanna Anders de Border Radio, en una escena en la habitación del motel donde murió Gram Parsons y una partitura con música de Ariel Pink y J Mascis. La película fue financiada por una campaña de Kickstarter.
En 2013, Anders lanzó la película para televisión producida por Lifetim, Ring of Fire, una película biográfica de June Carter Cash que presentaba al músico Jewel. La película estuvo inspirada en el libro de John Carter Cash, Anclado en el amor: un tributo a June Carter Cash.

### Televisión
Anders comenzó a dirigir programas para televisión y televisión por cable en 1999, incluidos varios episodios en la segunda y tercera temporada de Sex and the City, así como episodios de Grosse Pointe, Cold Case, The L Word, Men In Trees, El Mentalista y ¿Qué hay de Brian?
En 2011, dirigió un episodio de la producción de John Wells, Southland, que contenía una escena de persecución de automóviles. Anders dirigió un episodio de Turn: Washington's Spies, que fue especialmente interesante para ella porque tiene parientes lejanos en ambos lados de su familia que fueron espías de George Washington.

### Otro trabajo
En 2013, Anders entrevistó a la actriz y leyenda de Hollywood Marge Champion, de 94 años, quien apareció en una proyección del festival de cine de Hollywood de 2013 de la película de culto de 1968 The Swimmer, protagonizada por Burt Lancaster. La entrevista apareció en el "cómo se hizo", material complementario en un lanzamiento en / DVD 2014 Blu-ray de la película por Grindhouse Releasing / Box Office Spectaculars Blu-ray/DVD restoration of the film
Anders y su hija músico, Tiffany Anders, abrieron el Festival de Cine y Música Don't Knock the Rock en 2003 en Los Ángeles.
En 2006, apareció en el documental de viaje Wanderlust. Anders también ha contribuido a la serie web Trailers from Hell .
En 2013, Anders adquirió una colección de discos de rock and roll que anteriormente era propiedad de la actriz Greta Garbo. Creó un sitio web llamado "Greta's Records" para seleccionar y compartir la colección de 50 registros.

### En desarrollo / proyectos pasados
- Proyecto Quanah Parker en AMC Networks con el escritor Terry Graham[28][29]

### Proyectos a largo plazo
Anders cuenta con el cineasta Wim Wenders como mentor. Comenzó como fan, enviándole cartas y música, y Wenders finalmente respondió. Anders dijo que había "ganado"  una  falsa subvención para que ella y al menos otro amigo pudieran estudiar con Wenders para su película Paris,Texas . Han sido amigos por más de 30 años.

## Enseñanza
En 2003, Anders se convirtió en profesora distinguida en la Universidad de California en Santa Bárbara, donde enseña en el Departamento de Estudios de Cine y Medios durante una parte del año. Ha impartido cursos sobre temas que incluyen escritura autobiográfica, películas de rock and roll y supervisión musical.

## Premios
- 1986: Becas Nicholl en escritura de guiones - Carretera perdida
- 1986: Premios de escritura Samuel Goldwyn - Carretera perdida[11][31]
- 1988: Premios Independent Spirit al mejor largometraje - Border Radio[12]
- 1992: Círculo de Críticos de Nueva York al Mejor Director Novel - Gas Food Lodging
- 1992: Sociedad Nacional de Críticos de Cine al Mejor Director Novel - Gas Food Lodging
- 1992: Premios Independent Spirit a la nominación al mejor guion - Gas Food Lodging
- 1992: Premios Independent Spirit a la nominación al Mejor Director - Gas Food Lodging
- 1995: Programa de becarios MacArthur[32]
- 2001: Premio Independent Spirit a la nominación a mejor película - Things Behind the Sun
- 2002: Premio Spirit of Silver Lake del Festival de Cine de Silver Lake
- 2002: Premio Peabody por logros distinguidos y servicio meritorio - Cosas detrás del sol
- 2013: Premio Primetime Emmy por la dirección sobresaliente de un drama - Ring of Fire[33]

## Vida personal
Anders tiene tres hijos. Sus dos hijas son Tiffany Anders, músico y supervisor musical, y Devon Anders. Su hijo, Ruben Goodbear Anders, fue criado (y finalmente adoptado) por la familia Anders tres años después de la muerte de su madre, Nica Rogers, quien apareció en Mi Vida Loca. Tiffany lleva el nombre de la película Desayuno en casa de Tiffany .

## Filmografía

### Película
| Año  | Película                                     | Acreditada como | Acreditada como | Acreditada como | Notas |
| Año  | Película                                     | Directora       | Autora          | Productora      | Notas |
| ---- | -------------------------------------------- | --------------- | --------------- | --------------- | --- |
| 1984 | Paris, Texas                                 |                 |                 |                 | Asistente de producción |
| 1987 | Border Radio                                 | Sí              | Sí              |                 | Ganó - Premios Independent Spirit al Mejor Primer largometraje 1988 |
| 1992 | Gas Food Lodging                             | Sí              | Sí              |                 | Guion Ganó - Círculo de Críticos de Nueva York al Mejor Director Novel 1992 Ganó – National Society of Film Critics por Best New Directora 1992 Nominada – Independent Spirit Awards por mejor guion 1992 Nominada – Independent Spirit Awards por mejor directora 1992 |
| 1993 | Mi Vida Loca                                 | Sí              | Sí              |                 | |
| 1995 | Four Rooms – Parte: "The Missing Ingredient" | Sí              | Sí              |                 | |
| 1996 | Grace of My Heart                            | Sí              | Sí              |                 | |
| 1997 | Lover Girl                                   |                 |                 | Sí              | Productora ejecutiva |
| 1999 | Sugar Town                                   | Sí              | Sí              |                 | Escrito por; codirigida con Kurt Voss |
| 2001 | Things Behind the Sun                        | Sí              | Sí              |                 | |
| 2002 | In the Echo (película de televisión)         | Sí              | Sí              | Sí              | Escrito por; Producida; Diseñador de vestuario |
| 2007 | The Pacific and Eddy                         |                 |                 | Sí              | Productora ejecutiva |
| 2009 | Until the Very Last Moment                   |                 |                 | Sí              | Corto; Productora ejecutiva |
| 2011 | A Crush on You (película de televisión)      | Sí              |                 |                 | |
| 2011 | The Lie                                      |                 |                 |                 | Actriz, en el papel de Allison |
| 2012 | Strutter                                     | Sí              | Sí              | Sí              | Escrita por; Productora |
| 2013 | Ring of Fire (película de televisión)        | Sí              |                 |                 | Nominada – Primetime Emmy Award por Dirección sobresaliente de un drama 2013 |
| 2013 | Fireflies                                    |                 |                 | Sí              | Productora ejecutiva |
| 2013 | Rock N Roll Mamas (documental)               |                 |                 | Sí              | Productora ejecutiva |
| 2014 | I Believe in Unicorns                        |                 |                 | Sí              | Productora ejecutiva |

### Televisión
- 1999: Sex and the City - Directora, 4 episodios: "The Caste System", "La Donleur Exquise", "Drama Queen", "The Big Time"
- 2000: Grosse Pointe - Directora, 2 episodios: "Boys on the Side", "Star Wars"
- 2004: Cold Case - Directora, 1 episodio: "Voluntarios"
- 2006: The L Word - Directora, 1 episodio: "Last Dance"
- 2006: Men in Trees - Directora, 1 episodio: "Power Shift"
- 2006: What About Brian - Directora, 2 episodios: "What About First Steps", "What About the True Confessions?"
- 2011: SouthLAnd - Directora, 2 episodios: "Sideways", "Fallout"
- 2013: The Mentalist - Directora, 1 episodio: "The Red Barn"
- 2014: Orange Is the New Black - Directora, 1 episodio: "También tienes una pizza"
- 2014: Pandillas relacionadas - Directora, 1 episodio: "Invierno Cayó"
- 2014: The Divide - Directora, 1 episodio: "Facts Are the Enemy"
- 2014-2015: Asesinato en primer lugar - Directora, 4 episodios: "Pantalones en llamas", "Azul sobre azul", "The McCormack Mulligan", "Nada más que la verdad"
- 2015: TURN: Washington's Spies - Directora, 1 episodio: "False Flag"
- 2015: Prueba - Directora, 1 episodio: "Memento Vivere"
- 2017: Time After Time Directora, 1 episodio: "Maletas de recuerdos"
- 2017: Riverdale - Directora, 2 episodios: "Capítulo siete: en un lugar solitario", "Capítulo quince: Nighthawks"
- 2017: Graves - Directora, 1 episodio "The Opposite of People"
- 2018: Sorry for Your Loss - Directora, 1 episodio: "Visitante"

## Obras y publicaciones.
- Anders, Allison. "En la película de Claudia Weill 'Novias'". Vista y sonido . Vol. 25 (10). Londres: British Film Institute, octubre de 2015. ISSN   0037-4806

## Otras lecturas

### Material impreso
- Anders, Allison, Alexandre Rockwell, Robert Rodríguez, Quentin Tarantino. "Strange Brew". Cuatro habitaciones: cuatro amigos que cuentan cuatro historias haciendo una película. Londres: Faber y Faber, 1996. ISBN 978-0-571-17684-7 OCLC 797629367
- Roman, Shari. "Allison Anders". Digital Babylon: Hollywood, Indiewood & Dogme 95. Hollywood: Lone Eagle, 2001. pp.   142-144. ISBN 978-1-580-65036-6 OCLC 464743610
- White-Stanley, Debra. 2003. "" Dios dame fuerza ": las pistas de sonido melodramáticas de la directora Allison Anders". Trampa de luz de terciopelo . 51, no. 1: pp.   54-66. ISSN 0149-1830 ISSN   0149-1830 doi 10.1353/vlt.2003.0012 OCLC 704028308
- Murphy, JJ "Shifting Goals and Plotlines in Gas Food Lodging". Yo y tú y Memento y Fargo Cómo funcionan los guiones independientes. Nueva York: Continuum, 2007. ISBN 978-0-826-42804-2 OCLC 651772634
- Campbell, Neil. "Los modismos de la vida: Donna Deitch y Allison Anders". Cine Post-Westerns, Región, Oeste. Lincoln: University of Nebraska Press, 2013. pp.   272-304. ISBN 978-1-461-93720-3 OCLC 856584709
- Silverstein, Melissa. "Sobre 'Gas Food Lodging'". Vista y sonido . Vol. 25 (10). Londres: British Film Institute, octubre de 2015. ISSN 0037-4806 ISSN   0037-4806

### Material audiovisual
- Mori, Mark y Alec Baldwin. "Allison Anders; David O Russell". Imágenes sin procesar. Pt. 6) Santa Mónica, CA: Direct Cinema Ltd, 2008. Vídeo. Fecha de emisión original: 1996. ISBN 978-1-559-74798-1 OCLC 651047709
- Calabrese, Peter, Tamara Gould, Jack Walsh, Xandra Castleton, Alexis Lezin, Danny L. McGuire, Gregory Nava, Allison Anders y Michael Fox. Vista independiente San Francisco, CA: KQED, 2001. Vídeo. OCLC 55072014 OCLC   55072014
- DiPersio, Vince, Adam Bardach, Alan Smithee, Tony Kahn, William Hooke, Michael H. Amundson, Steve Audette y Michael Bloecher. "El monstruo que se comió Hollywood" . Primera línea PBS. Temporada 19, Episodio 18. 2015. Vídeo. Fecha de emisión original: 22 de noviembre de 2001. OCLC 891699575 OCLC   891699575
- Maslin, Janet, John Waters, Allison Anders, Hal Hartley, David O. Russell. Cuatro independientes que cambiaron la marea. 2006 Vídeo. Grabado en el BAMcafé, Brooklyn, NY, como parte del Instituto Sundance en la temporada BAM, 21 de mayo de 2006. OCLC 123421251 OCLC   123421251